# Marquion
Marquion település Franciaországban, Pas-de-Calais megyében. Lakosainak száma 1016 fő (2022. január 1.). Marquion Sauchy-Cauchy, Haynecourt, Baralle, Bourlon, Sains-lès-Marquion és Sauchy-Lestrée községekkel határos.

## Népesség
A település népességének változása:
| Lakosok száma | 967  | 985  | 994  | 976  | 972  | 964  | 976  | 992  | 1016 |
|               | 2013 | 2015 | 2016 | 2017 | 2018 | 2019 | 2020 | 2021 | 2022 |